# Августовское движение
Августовское движение, также известное как Движение «Вон из Индии!» (англ. Quit India Movement, хинди भारत छोड़ो आन्दोलन (Bhārat Choro Āndolan)), — кампания массового гражданского неповиновения в рамках национально-освободительного движения, начавшаяся в Британской Индии в августе 1942 года. Её целью было как можно скорее вынудить британцев сесть за стол переговоров о независимости Индии. Призыв к ненасильственному сопротивлению был озвучен в речи Махатмы Ганди «Do or Die» («Действовать или умереть»), которая нашла сильный отклик в народе.

## События
8 августа 1942 года в парке Бомбея Gowalia Tank Ганди выступил с речью, содержавшей слова, ставшие началом кампании, а менее чем через 24 часа основные руководители почти всех уровней партии Индийский национальный конгресс были арестованы и посажены в тюрьму британцами. Ганди был посажен под домашний арест во дворец Ага Хана, другие важные руководители конгресса оказались в заключении в форте Ахмаднагар. Деятельность Конгресса была запрещена. Поскольку все руководители кампании были арестованы, её ход стал неуправляемым. Последовали массовые митинги, демонстрации и шествия, а затем и забастовки. Вскоре участились случаи насилия, произошло несколько взрывов бомб, разрушение и поджоги государственных учреждений, разрушение электростанций и разрыв узлов связи, что вызвало хаос в некоторых регионах.

## Реакция британских властей
Власти Британской Индии предприняли по отношению к восставшим репрессивные меры, включая массовые аресты и крупные денежные штрафы. Сотни людей погибли в ходе конфликта, более 100 тысяч человек оказалось заключено под стражу. В итоге движение было разгромлено, а оставшиеся на свободе лидеры кампании были вынуждены уйти в подполье, ведя трансляции через пиратские радиостанции и распространяя брошюры с призывом продолжать борьбу. Почувствовав кризис своей власти в Индии, британцы решили вывезти Ганди и других видных руководителей Конгресса на линкоре в Южную Африку или Йемен, но в итоге так и не решились этого сделать.